# Jane Digby
Pour les articles homonymes, voir Digby.
Jane Digby, née le 3 avril 1807 à Forston House près de Minterne Magna dans le Dorset et morte le 11 août 1881 à Damas, est une noble et aventurière anglaise dont la vie fut émaillée de plusieurs scandales.

## Biographie

### Famille

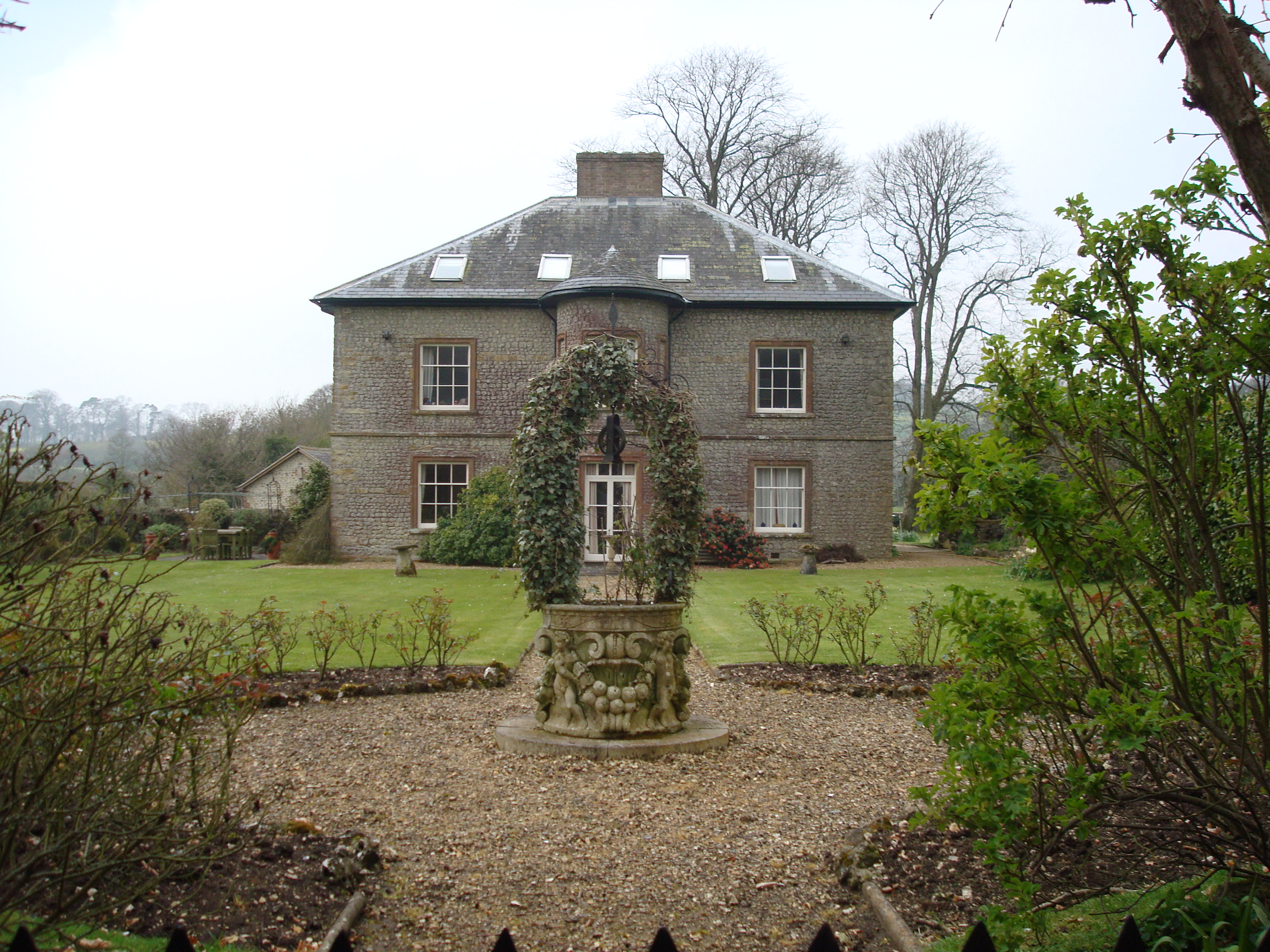
Le manoir de la famille Digby à Minterne Magna.

Jane Digby est la fille de l’amiral Henry Digby et de Lady Jane Elizabeth Coke. Son père avait capturé en 1799 le Santa Brigada, un vaisseau espagnol chargé d’un trésor, et cette prise fit la fortune de sa famille. Il participa sous les ordres de l’amiral Nelson à la bataille de Trafalgar, comme capitaine du HMS Africa. Il légua à sa fille son domaine de Minterne Magna dans le Dorset.
Le grand-père maternel de Jane était Thomas Coke, premier comte de Leicester. Parmi ses ancêtres, on compte Jean, roi d'Angleterre, ainsi que sa mère, Aliénor d'Aquitaine et son mari Henri Plantagenêt.
Pamela Digby Harriman (1920-1997), membre du Parti démocrate américain et ambassadrice des États-Unis en France de 1993 à 1997, est l’arrière-petite nièce de Jane Digby.

### Mariages, scandales et affaires sentimentales
Jane Digby a été de mœurs notoirement légères durant la plus grande partie de sa vie. Elle épouse d’abord, le 15 octobre 1824, Edward Law, second baron (puis premier comte) d'Ellenborough, lequel devient par la suite gouverneur général des Indes. Ils ont un fils, Arthur Dudley, qui meurt à l’âge de deux ans. À la suite de ses liaisons avec son cousin George Anson, avec le bibliothécaire Frederick Madden et avec Felix zu Schwarzenberg, un homme d'État autrichien, son divorce d'avec Lord Ellenborough est prononcé en 1830 par un acte du Parlement. Ceci provoque un scandale considérable et oblige Jane à quitter définitivement l'Angleterre pour aller vivre à Paris avec Schwarzenberg. Jane a avec ce dernier deux enfants, un fils, Felix qui ne vit qu'un an et une fille, Mathilde (« Didi ») Selden née le 12 novembre 1829 à Bâle.
Schwarzenberg abandonne ensuite Jane Digby en emmenant en Autriche leur fille Mathilde. Ensuite, Jane ne revoit plus jamais cette fille qui va plus tard épouser un gentilhomme tchèque, le baron Anton Bieschin von Bieschin. Jane Digby s'établit alors à Munich où elle devient la maîtresse de Louis Ier de Bavière, qui en fait faire un portrait pour sa galerie des Beautés. Mais c'est avec le baron bavarois Karl von Venningen qu'elle a un enfant et qu'elle conclut un mariage de convenance le 16 novembre 1833.

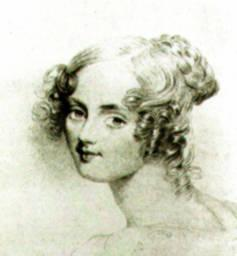
Portrait anonyme de Jane Digby en 1824, à l'époque de son premier mariage avec Lord Ellenborough.

Elle retrouve bientôt un nouvel amant en la personne du comte grec Spyridon Théotokis. Venningen découvre cette liaison et provoque Théotokis en un duel au cours duquel ce dernier est blessé. Venningen a la générosité de libérer Jane des liens du mariage et de s'occuper de leurs enfants ; les anciens époux restent ensuite amis. Jane épouse Théotokis et le couple s'installe en Grèce. Là elle devint la maîtresse du roi Othon de Grèce, lui-même étant le second fils d'un de ses précédents amants, le roi de Bavière Louis Ier. Elle divorce de Théotokis après la chute mortelle de leur fils John Henry, âgé de six ans.
Elle a ensuite une liaison avec un général albanais, Cristos Hadji-Petros. Elle joue le rôle de « reine » de son armée de brigands, vivant dans des cavernes, se déplaçant à cheval et chassant dans les montagnes. Elle le quitte lorsqu'elle découvre qu'il lui est infidèle.

### Vie en Syrie
À 46 ans, Jane entreprend un voyage au Moyen-Orient et s’éprend du cheikh Abdul Midjuel el Mezrab (aussi connu sous le nom de Shaikh Mijwal). Midjuel est le cheikh de la branche Mazrab de la Sba'a, une sous-tribu bien connue de la grande tribu 'Anizah de Syrie. Bien qu’il ait dix-sept ans de moins qu’elle, ils se marient selon la loi musulmane et elle prend le nom de « Jane Elizabeth Digby el Mezrab ». Midjuel est son ultime amour et elle l'aimera jusqu'à la mort. Elle passe la moitié de l'année en nomade, dans le style bédouin, vêtue à l’arabe et vivant dans une tente en poil de chèvre, et l’autre moitié dans la villa qu’elle a fait construire à Damas.
Dans ses dernières années, sa compagnie est recherchée par Richard Francis Burton et sa femme Isabel au moment où Burton est le consul britannique de Damas. Elle fréquente aussi Abd el-Kader al-Jazairi, le chef de la révolution algérienne qui vit alors en exil à Damas. Elle succombe à une attaque de dysenterie en août 1881, à l'âge de 74 ans. 
Après sa mort, sa maison de Damas est louée à John Dickson, nouveau consul britannique, et le fils de ce dernier, le futur administrateur colonial britannique et écrivain Harold Dickson (en) (1881-1959), y passe son enfance.
Sur sa bible étaient inscrits ces mots : Judge not, that ye be not judged (ne jugez pas, et vous ne serez pas jugés, Mat7:1).
Elle est enterrée dans la section protestante du cimetière juif de Damas.
Elle parlait neuf langues : anglais, français, italien, allemand, espagnol, russe, grec, turc et arabe.

## Postérité
À la suite d'une brève liaison avec Honoré de Balzac en 1831, elle a inspiré le personnage de Lady Dudley, maîtresse de Félix de Vandenesse dans Le Lys dans la vallée. Elle a aussi inspiré le personnage de l'immorale Lady Walmer dans le roman The Two Friends de Marguerite de Blessington.